# Schacky-Park

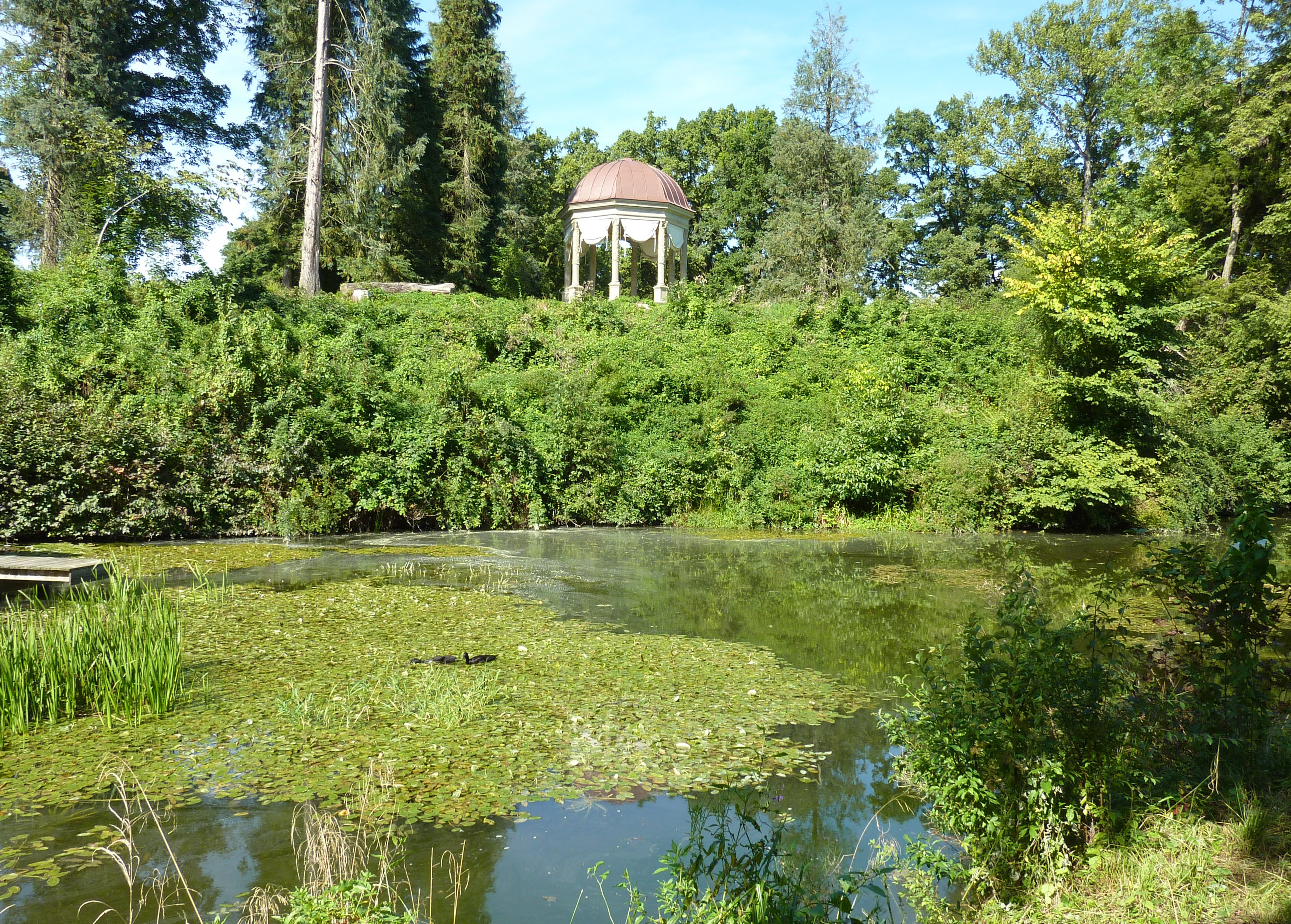
Monopteros im Schacky-Park (2010)

Der Schacky-Park ist ein 18 Hektar großer Park, der im Süden an Dießen am Ammersee anschließt. Der Park wurde 1903, ab 1904 oder 1905 bis 1913 vom königlichen Kämmerer Ludwig Freiherr von Schacky auf Schönfeld und seiner Frau Julia angelegt. Der Park und die auf dem Gelände liegende Villa diente dem Paar als Sommersitz. Er gestaltete die Parkanlage nach englischem Vorbild mit befestigten Wegen, Laubgängen und Baumgruppen. In der Anlage befinden sich neben einem Monopteros ein Teehaus, ein Apfelspalier und mehrere Brunnen sowie einige Statuen.
Als Freiherr von Schacky 1913 starb, erwarb der als Bauerndoktor bekannte Georg Heim das Gelände. 1933 verkaufte er den Park mit der „Villa Diana“ an die Barmherzigen Schwestern. Zu dieser Zeit wurde der Park als Kuhweide genutzt. Derzeit wird der westliche Teil vom Dießener Reitverein und der östliche Teil von der Gemeinde Dießen gepachtet.

## Förderkreis Schacky-Park
Am 21. Dezember 2005 wurde der Förderkreis Schacky-Park Dießen am Ammersee e. V. gegründet, der sich seitdem um die Erhaltung und Pflege der unter Denkmalschutz stehenden Parkanlage kümmert. Erste Vorsitzende des Vereins ist seit 2014 Christine Reichert. 2025 konnte die neu restaurierte Treppenanlage eingeweiht werden.